# Teresa Berganza
Teresa Berganza Vargas (Madrid, 16 maart 1933 – San Lorenzo de El Escorial, 13 mei 2022) was een Spaanse mezzosopraan, vooral bekend door operarollen.
Ze zong in de Italiaanstalige opera's van Mozart en het Italiaanse belcantorepertoire van bijvoorbeeld Rossini. Tot haar beroemdste rollen behoorde Carmen van Bizet. Ook zong ze Spaanstalig repertoire van De Falla. Ze zong met plezier muziek uit zarzuela's, maar alleen op de plaat, niet op het toneel. Ze werd bewonderd om haar technische virtuositeit, haar muzikale intelligentie en haar bekoorlijke verschijning op het toneel.

## Zangcarrière

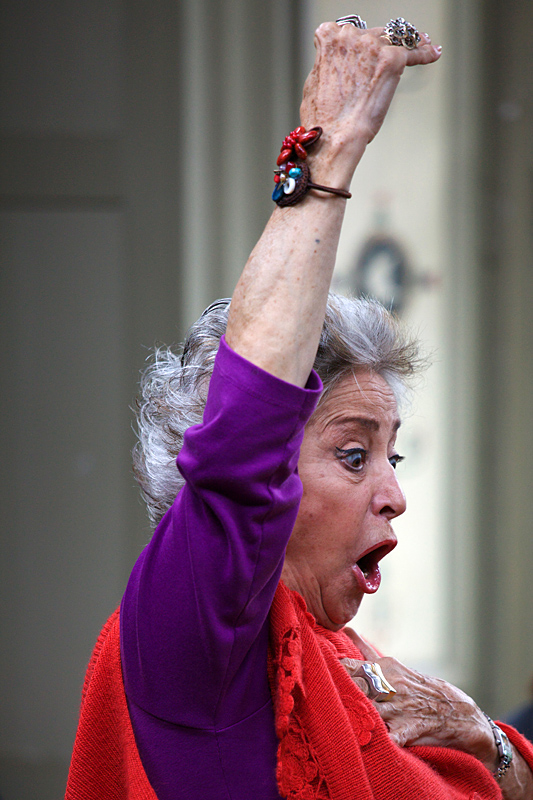
Masterclass in Bougival in 2009

Berganza studeerde piano en zang bij Lola Rodriguez Aragón op het Real Conservatorio Superior de Música de Madrid, waar ze bij haar afstuderen in 1954 de eerste prijs voor zangkunst won. Ze maakte haar concertdebuut in Madrid in 1955.
Ze maakte haar operadebuut als Dorabella in Così fan tutte in 1957 op het festival van Aix-en-Provence. Ook in dat jaar trad ze voor de eerste keer op in het Teatro alla Scala in Milaan en het jaar daarna (1958) in Glyndebourne. In 1959 trad ze voor het eerst op in het Royal Opera House Covent Garden (Londen) als Rosina in Il barbiere di Siviglia, die een van haar kenmerkende rollen werd. In 1967 trad ze voor het eerst op in de Metropolitan Opera in New York, als Cherubino in Le nozze di Figaro.
Berganza maakte haar debuut als recital-zangeres in Carnegie Hall in New York in 1964. Haar concertrepertoire omvat Spaanse, Franse, Italiaanse, Duitse en Russische liederen, aria's en cantates.
In 1979 had ze de rol van Zerlina in de film Don Giovanni van Joseph Losey.
In 1991 kreeg ze, samen met zes andere Spaanse zangers, de Prins van Asturië Prijs voor de kunsten en letteren. In 1992 deed Berganza mee met de openingsceremonies van de Expo '92 in Sevilla en de Olympische Zomerspelen 1992 in Barcelona. In 1994 werd ze als eerste vrouw gekozen in de Spaanse Academie van de Kunsten. Ze gaf zangles op de Escuela Superior de Música Reina Sofía in Madrid en gaf over de hele wereld masterclasses. Onder anderen Maria Bayo en Jorge Chaminé hebben bij haar gestudeerd. Ook trad ze nog geregeld op, voornamelijk in Spanje en Zuid-Frankrijk.

## Persoonlijk
Ze trouwde in 1957 met de pianist Félix Lavilla, met wie ze regelmatig optrad. Ze kregen een zoon en twee dochters. Ze scheidden in 1977.
Teresa Berganza overleed op 89-jarige leeftijd.